# Брицька сільська рада
| Бри́цька сільська́ ра́да — колишній орган місцевого самоврядування у Липовецькому районі Вінницької області з адміністративним центром у c. Брицьке. Нині Брицький старостинський округ Турбівської селищної ради. Сільській раді підпорядковані населені пункти: - c. Брицьке - с. Конюшівка |

## Склад ради
Рада складається з 12 депутатів та голови.

## Керівний склад сільської ради
| ПІБ                    | Основні відомості                                                                                 | Дата обрання | Дата звільнення |
| ---------------------- | ------------------------------------------------------------------------------------------------- | ------------ | --------------- |
| Пудрань Іван Іванович  | Сільський голова, 1961 року народження, освіта, безпартійний                                      | 26.03.2006   | 31.10.2010      |
| Пудрань Іван Іванович  | Сільський голова, 1961 року народження, освіта середня загальна, член Партії регіонів             | 31.10.2010   | 2015            |
| Пищик Марія Миколаївна | Секретар Брицької сільської ради, 1965 року народження, освіта професійно-технічна, самовисування | 2015         | 2020            |

Примітка: таблиця складена за даними джерела

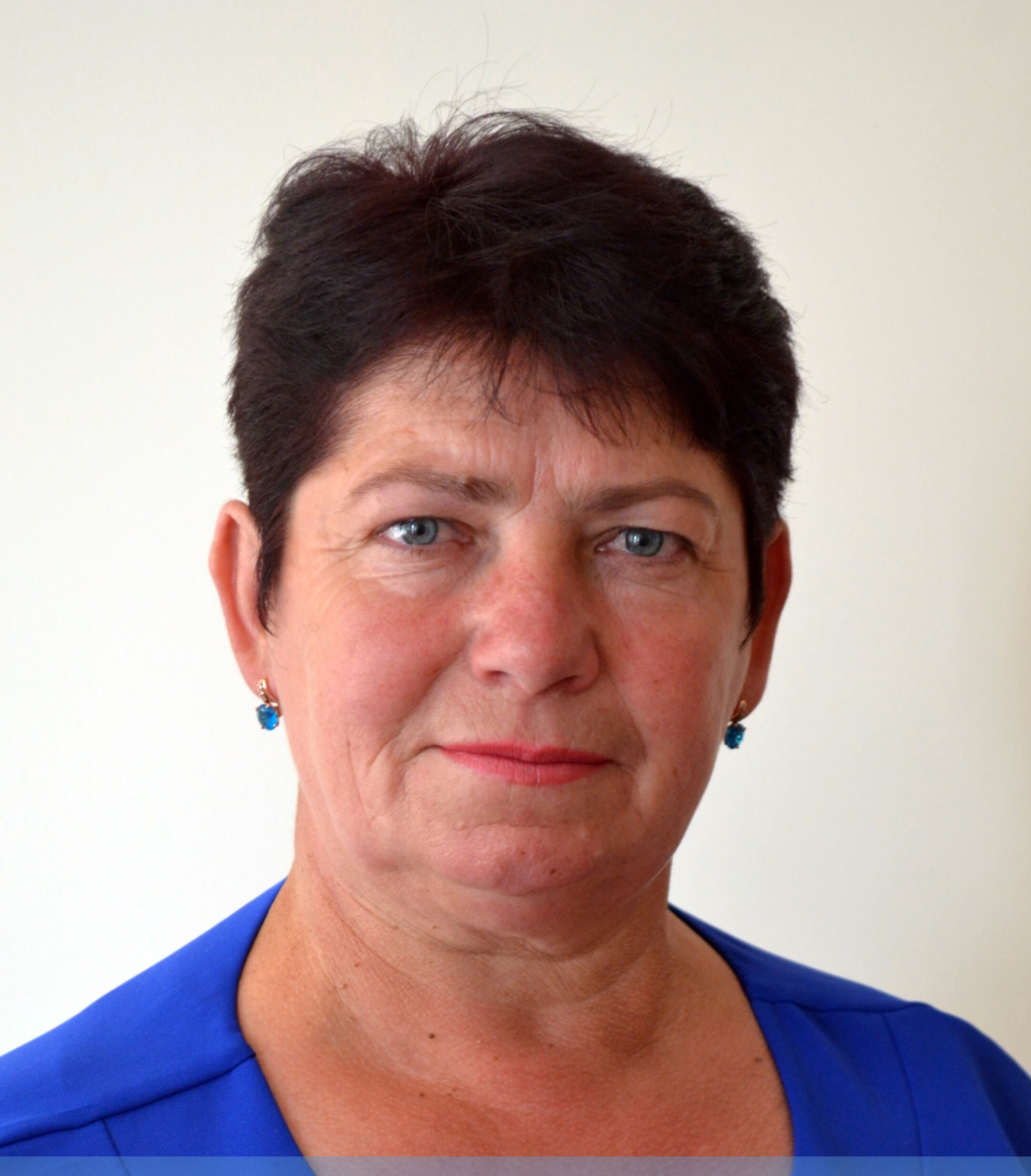
Пищик Марія Миколаївна — секртар сільської ради з 2003 по 2015 роки, голова Брицької сільської ради у 2015-2020 роках, з 2021 року — староста Брицького старостинського округу